# Otto Dietsch
Otto J. Dietsch (znana również pisownia nazwiska jako Diesch; ur. w 1896) – argentyński lekkoatleta, płotkarz i sprinter. Uczestnik Igrzysk Olimpijskich 1924 oraz medalista lekkoatletycznych mistrzostw Ameryki Południowej.
Zawodnik zdobył dwa medale w biegu na 110 metrów przez płotki na lekkoatletycznych mistrzostwach Ameryki Południowej: srebrny (1924) i brązowy (1920). Ponadto Dietsch zdobył również brązowy medal w biegu na 110 metrów przez płotki na nieoficjalnych lekkoatletycznych mistrzostwach Ameryki Południowej w 1922 roku.
Podczas Igrzysk Olimpijskich w Paryżu w 1924 roku uczestniczył wraz z Félixem Escobarem, Guillermo Newberym i Camilo Rivasem w sztafecie 4 × 100 metrów. Sztafeta argentyńska odpadła już w pierwszej rundzie, plasując się na 3., ostatniej pozycji w swoim biegu eliminacyjnym.